# 陳玉銘

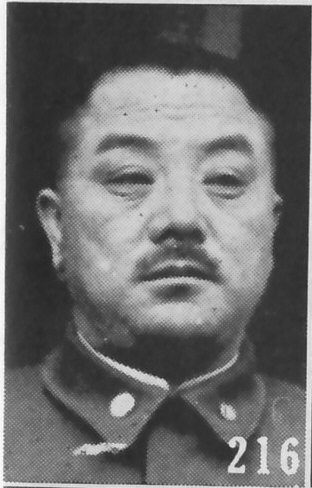

陳玉銘（1893年—?）盛京将軍管轄区承德县人，中华民国政治人物，曾在蒙疆聯合自治政府、南京国民政府（汪精卫政权）中任要職。

## 生平

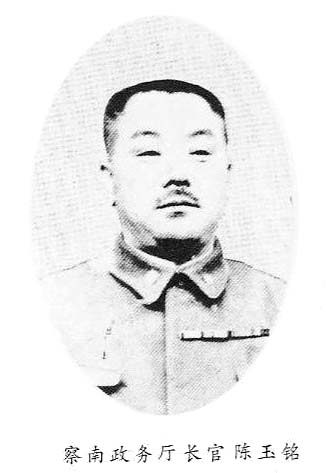

1917年（民国6年），他毕业于奉天専門学校法科。以後，他曾在警察和检察界任职，还曾任奉天省柳河县县長。
1937年（民国26年）9月，陳玉銘和于品卿组织察南自治政府，于任最高委員，陳任总務处处長兼民政厅厅長。1939年（民国28年）9月蒙疆聯合自治政府成立，他任察南政厅長官。翌年3月，南京国民政府（汪精卫政权）成立，他任中央政治委員会委員。1943年（民国32年）8月，察南政厅改组为宣化省，他改任参議会参議。
日本投降後，其行踪不明。